# Баландина, Вера Арсеньевна
Ве́ра Арсе́ньевна Бала́ндина (в девичестве Емельянова; 17 февраля 1871 года, село Новосёлово, Енисейская губерния —17 декабря 1943, Казань) — выпускница Бестужевских Высших женских курсов в Петербурге, учёный-химик, магистр естественных наук. Основательница шахты и города Черногорска, организатор строительства Ачинск-Минусинской железной дороги. Благотворительница и меценат. Мать академика Алексея Баландина.

## Биография
Вера Арсеньева Емельянова родилась в купеческой семье в селе Новосёлово Минусинского уезда Енисейской губернии. (В связи со строительством Красноярской ГЭС село оказалось в зоне затопления, было перенесено вверх по рельефу. Ныне это Новосёловский район Красноярского края).
В 1887 году окончила с золотой медалью курс восьмиклассной Красноярской женской гимназии. В 1889 году поступила на Высшие женские курсы в Санкт-Петербурге, которые окончила по физико-химическому отделению в 1893 году. Студенческие работы: «Золото, его происхождение и добыча в Енисейской тайге», «Флора России». Во время учёбы познакомилась с Н. М. Ядринцевым и Г. Н. Потаниным.

Баландина в молодости

1 сентября 1893 года состоялась её свадьба с Александром Алексеевичем Баландиным.
В 1893—1894 годах Вера Арсеньевна Баландина слушает лекции в Сорбонне и одновременно работает в парижском Институте Пастера у профессора Карла Гребе.
В Париже, кроме химии, изучает живопись, литературу и библиотечное дело, знакомится с писательницей Евгенией Ивановной Конради, автором книг «Исповедь матери», «Общественные задачи домашнего воспитания», «Книга для матерей», бывшей в 1860-е годы редактором газеты «Неделя».
В 1895 году Баландина с научной степенью магистра естественных наук приезжает в город Енисейск, где начинает работу по переизданию трудов Е. И. Конради. Подготовкой издания занимался М. А. Антонович. После смерти Евгении Конради в Париже в 1898 году через полтора года Баландина издаёт двухтомник её трудов. Министерство просвещения рекомендовало издание для фундаментальных библиотек, учительских институтов и семинарий, для всех библиотек средних учебных заведений России.
В 1895 году Баландина основала в Енисейске воскресную бесплатную школу для девочек.
В 1897 году в 90 км от Енисейска, по речке Мельничной, впадающей в Енисей, Баландина открыла первый алмаз в Восточной Сибири, исследованный профессором С. Ф. Глинкой, за что была избрана пожизненным действительным членом Минералогического общества при Санкт-Петербургском университете.
В 1898 году умер Алексей Софронович Баландин — отец мужа. По завещанию, Баландин оставил весь капитал дочерям, второй семье, жившей с ним в Санкт-Петербурге, а единственному сыну, мужу Баландиной, — все дела в Енисейском округе. На деньги, полученные в наследство, Баландина учреждает в Петербурге стипендию для слушательниц Бестужевских курсов, родившихся в Сибири. Вместе с мужем выделяет 50 тысяч рублей на строительство бесплатной народной читальни имени А. С. Баландина, открывшейся в Енисейске 6 августа 1898 года.
12 апреля 1898 года в новом каменном здании, построенном Баландиной, открывается начальное женское училище и частная библиотека Баландиных. Причина создания частной библиотеки заключалась в том, что Министерство просвещения запрещало бесплатным библиотекам выписывать и хранить многие издания. Основными посетителями бесплатных библиотек были дети. Баландина высылает книги для школьных библиотек, читает лекции. Регулярно жертвует деньги для двухклассного сельского училища в Новосёлово, одноклассного сельского училища в Большом Хабыке Новосёловской волости.
20 декабря 1898 года в семье Баландиных родился сын Алексей — будущий академик.
Зимой 1899—1900 годов Баландина слушала курс в «École de Chimie» при Женевском университете.
27 декабря 1902 года Баландины открывают первую в Енисейской губернии дешёвую столовую для бедных.
В этом же году Баландина открывает детские «Ясли» в селе Новосёлово — первые в Енисейской губернии. Первоначально «Ясли» существовали как летний дневной приют. С 1902 по 1903 год размещались в доме её деда, а в 1904 — в доме отца. Посещали их тридцать детей. Родители их занимались собственным хлебопашеством, некоторые жили подёнными работами и малая часть из них были поселенцы подёнщики. По возрасту больше всего было детей от 1 месяца до года. Надзирательницей была А. А. Иорданская.
В 1902 году Баландина также основывает частную школу в деревне Усть-Сыда Абаканской волости, строит метеорологическую станцию в Минусинске.
В 1902 году Баландины поселились под горой Унюк в Минусинском уезде. Посёлок был назван Баландино (в советское время переименован в Унюк). Баландины построили здесь пятиэтажную мельницу, располагавшуюся на террасе правого берега реки. Она была одним из самых значительных мукомольных предприятий уезда. Баландины построили вместительные зернохранилища, откуда баржами по Енисею зерно и муку отправляли в Красноярск, Минусинск. Было открыто кредитное общество. При непосредственном участии Веры Баландиной был разбит сад, где помимо местных, росли деревья из других регионов, в том числе китайские яблони и вишни. В этом саду она проводила опыты по акклиматизации уникальных сортов цветов из Европы. Унюк был первым посёлком в волости, который стал освещаться электричеством. Баландина имела здесь опытное поле, занималась исследованием пшеницы. Образцы её семян сеяли на полях местные крестьяне. Степные просторы позволяли Баландиным вести табунное коневодство.
В 1903 году в Красноярске Баландина выпускает брошюру «К вопросу о кредите для сельского населения Енисейской губернии». Всего опубликовано около 50 трудов о развитии Енисейской губернии.
19 февраля 1904 года сгорела химическая лаборатория на заводе близ села Абаканского. Были уничтожены дорогостоящие реактивы, весы, приборы приобретённые в Германии по указанию женевского профессора Гребе, ценные химические книги на немецком, французском и русском языках, химический словарь Вортца, немецкие химические журналы, подшивки журнала Русского физико-химического общества при Санкт-Петербургском университете с основания журнала. Сгорели всё записи, ведённые при работе в лабораториях на Высших женских курсах в Санкт-Петербурге и в «Ecole de Chimie» в Женеве, сгорели подробные данные по химическому анализу целебной воды Плодбищенского озера в 17 верстах от города Енисейска. Все эти исследования Баландина хотела завещать Минусинскому музею. Баландина решила строить в Новосёлово не деревянное, а каменное двухклассное училище, а также совместить в одном каменном здании общежитие для училища и «Ясли», чтобы они работали круглый год.
Во время Революции 1905 года Баландина составила и отредактировала тексты петиций — 28 марта 1905 года от Общества попечения о начальном образовании города Красноярска, а 5 апреля — от Общества попечения о начальном образовании города Енисейска. Основное требование петиций — свобода слова. После подписания петиций Баландину начали подозревать в политической неблагонадежности. В ответ на это Баландина передала Обществу попечения о начальном образовании города Енисейска здание гимназии и народную читальню вместе с капиталом 60 тысяч рублей.
В 1907 году Баландина начала добычу угля в местечке Каратигей — теперь это город Черногорск. Была построена узкоколейная железная дорога до пристани на Енисее. Уголь вывозили речным транспортом.
18 сентября 1907 года Енисейское общество попечения о начальном образовании закрывается по обвинениям в распространении нелегальной литературы. Из-за недостатка финансирования начинают закрываться школы. За Баландиной устанавливается слежка, готовится арест. В это время серьёзно заболел сын, и Баландина увозит его на лечение во Францию.
В 1908 году семья переезжает в Москву, чтобы дать образование детям. Каждое лето семья проводит в Енисейске.
В 1911 году Баландина начинает проект строительства железной дороги Ачинск — Минусинск. 29 октября 1912 года правительство утвердило Устав Ачинско-Минусинской железной дороги (Акционерное общество «Ачминдор»). Баландина организовала финансирование — около 35 миллионов рублей. Право на строительство дороги протяжённостью 450 вёрст получил консорциум Петроградских банков. Но из-за Первой мировой войны строительство дороги не удалось завершить. 1 января 1916 года открылось движение на участке Ачинск — Ададым, протяженностью 50 вёрст. Строительство дороги завершилось лишь в 1925 году.
В 1919 году, после смерти мужа, Баландина с детьми переезжает в Томск, где в 1920—1922 годах работает химиком Сибирского учёного медицинского совета. В 1922 году она уезжает с детьми — сыном Алексеем и дочерью Вивеей в Москву, где они оба были приняты в Московский государственный университет. В Москве она работает в качестве старшего научного сотрудника 1 разряда и заведует библиотекой Государственного Колонизационного научно-исследовательского института, состоящего в ведении Главнаук.
В 1927 году Баландина продолжила изучение эфироносных трав под Минусинском, в районе нынешнего села Подсинего и устья реки Абакан, организовав опытно-показательный участок «Культурный». В 1930 году этот участок был передан Минусинскому опытному полю.
Точная дата смерти В. А. Баландиной до сих пор документально не подтверждена: 1943 или 1945. По информации её внучки — Нины Алексеевны, Баландина умерла 3 ноября 1943 года. Похоронена в Казани.

## Семья
- отец — Арсений Иванович Емельянов.
- мать — Александра Михайловна Емельянова (Матонина) (1850—1884).
- двоюродный дед — Аверьян Косьмич Матонин — купец, золотопромышленник. Пожертвовал 100 тысяч рублей на строительство прогимназии в Енисейске (1872). В селе Кекурском Нахвальской волости Красноярского округа ремесленное училище было названо именем А. К. Матонина.
- дед — Михаил Косьмич Матонин.
- сестра — Мария Арсеньевна Емельянова
- свёкор — Алексей Софронович Баландин (1823—1896).
- муж — Александр Алексеевич Баландин (1857—1919).
- сын — Алексей Александрович Баландин (1898—1967).
- дочь — Вивея Александровна Баландина (1902—1970).

## Награды
- «За труды по народному образованию» (для ношения на груди) (1905).
- Почётный и пожизненный член Общества для доставления средств Высшим женским курсам в Санкт-Петербурге.

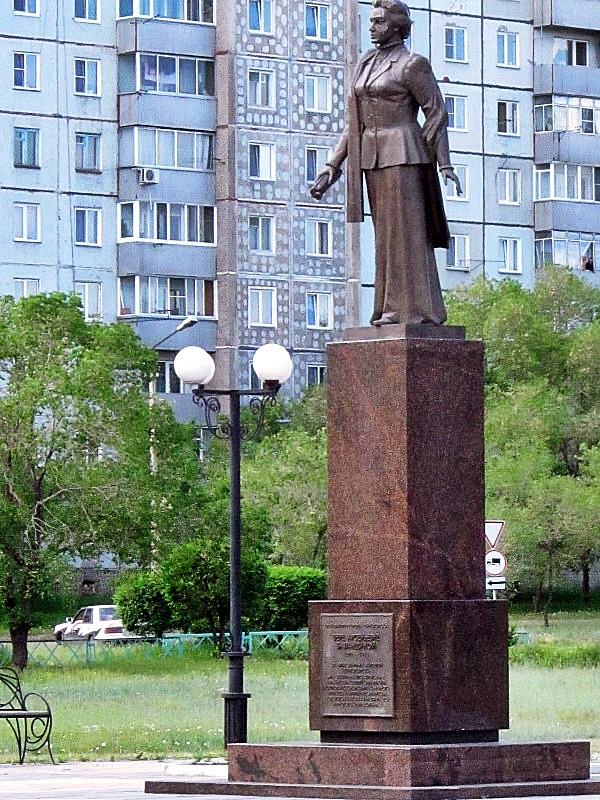
Памятник Вере Баландиной в Черногорске, Хакасия

## Память
- В 2008 году в городе Черногорске был установлен памятник Вере Баландиной как основателю города. Скульптор — К. М. Зинич.
- Баландина стала прототипом Нины Куприяновой в романе В. Я. Шишкова «Угрюм-река».

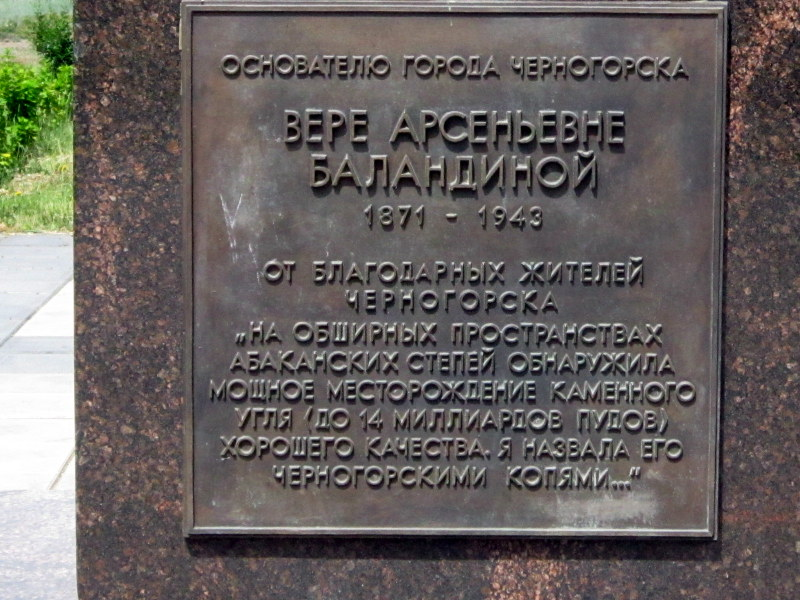
Надпись на памятнике